# Navarretia divaricata
Navarretia divaricata là một loài thực vật có hoa trong họ Polemoniaceae. Loài này được Greene mô tả khoa học đầu tiên năm 1887.